# Wabasca River
Der Wabasca River ist ein etwa 555 km langer rechter Nebenfluss des Peace River im Norden der kanadischen Provinz Alberta.

## Flusslauf
Der Wabasca River hat seinen Ursprung im Sandy Lake, nordöstlich von Slave Lake. Von dort fließt er in nordwestlicher Richtung. Dabei durchfließt er den South Wabasca Lake, passiert den Ort Wabasca-Desmarais, und durchfließt im Anschluss den North Wabasca Lake. Er setzt seinen Lauf in nördlicher Richtung durch boreale Wälder und Sumpflandschaften fort. Schließlich trifft er etwa 35 km östlich von Fort Vermilion auf den von Westen kommenden Peace River.

## Hydrologie
Das Einzugsgebiet des Flusses beträgt 36.300 km². Der mittlere jährliche Abfluss variiert stark von Jahr zu Jahr. 

## Zuflüsse
- Willow River
- Muskwa River
  - Pastecho River
- Trout River
- Wood Buffalo River
- Woodenhouse River
- Liége River
- Panny River
- Loon River
- Muddy River
- Bear River